# Burg Přimda
Die Ruine der romanischen Burg Přimda (deutsch Burg Pfraumberg) liegt auf dem hohen, weithin sichtbaren Berg Přimda (848 m n.m.) nordwestlich der gleichnamigen Kleinstadt in Westböhmen in der Nähe der Grenze zu Bayern. Der in den 20er Jahren des 12. Jahrhunderts errichtete Wohnturm gehört zusammen mit der Prager Burg zu den ältesten steinernen Burgen in Böhmen.
Nachdem die Burg im 12. und 13. Jahrhundert als königliche Grenzbefestigung und mehrfach als Gefängnis für Angehörige des Herrscherhauses und andere hochrangige Personen gedient hatte, wechselten sich im 14. bis 16. Jahrhundert der römisch-deutsche Kaiser und wichtige böhmische Adelsgeschlechter mehrfach in ihrem Besitz ab. Seit dem Ende des 16. Jahrhunderts wurde sie nicht mehr bewohnt und so dem Verfall preisgegeben. Seit 1675 ist die Anlage – mit Unterbrechung infolge der Enteignung der Familie durch die Nationalsozialisten nach der Besetzung des Sudetenlandes 1938 und in der Zeit des real existierenden Sozialismus – im Besitz der Familie Nowohradsky-Kolowrat. In der Mitte des 19. Jahrhunderts wurde die malerische Burgruine „wiederentdeckt“ und seither mehrfach umfassend renoviert und restauriert. Dabei wurden auch Bauuntersuchungen und mehrere kleine Ausgrabungskampagnen im Burgareal durchgeführt, durch deren Ergebnisse die Entstehungszeit einiger Burgteile und ihre Funktion genauer bestimmt werden konnte.
Die frei zugängliche Ruine ist ein häufig besuchtes Wander- und Ausflugsziel. Von der Stadt Přimda unterhalb der Burg, die wenige Kilometer entfernt von der Autobahn D5, der Fortsetzung der Bundesautobahn 6 von Nürnberg über den Grenzübergang Waidhaus und weiter nach Plzeň und Prag, liegt, führen Wanderwege mit teils kurzen, aber steilen Anstiegen zur Burg. Südlich unterhalb des Burgberges liegt die kleine Ansiedlung Mílov.

## Geschichte

### Gründung

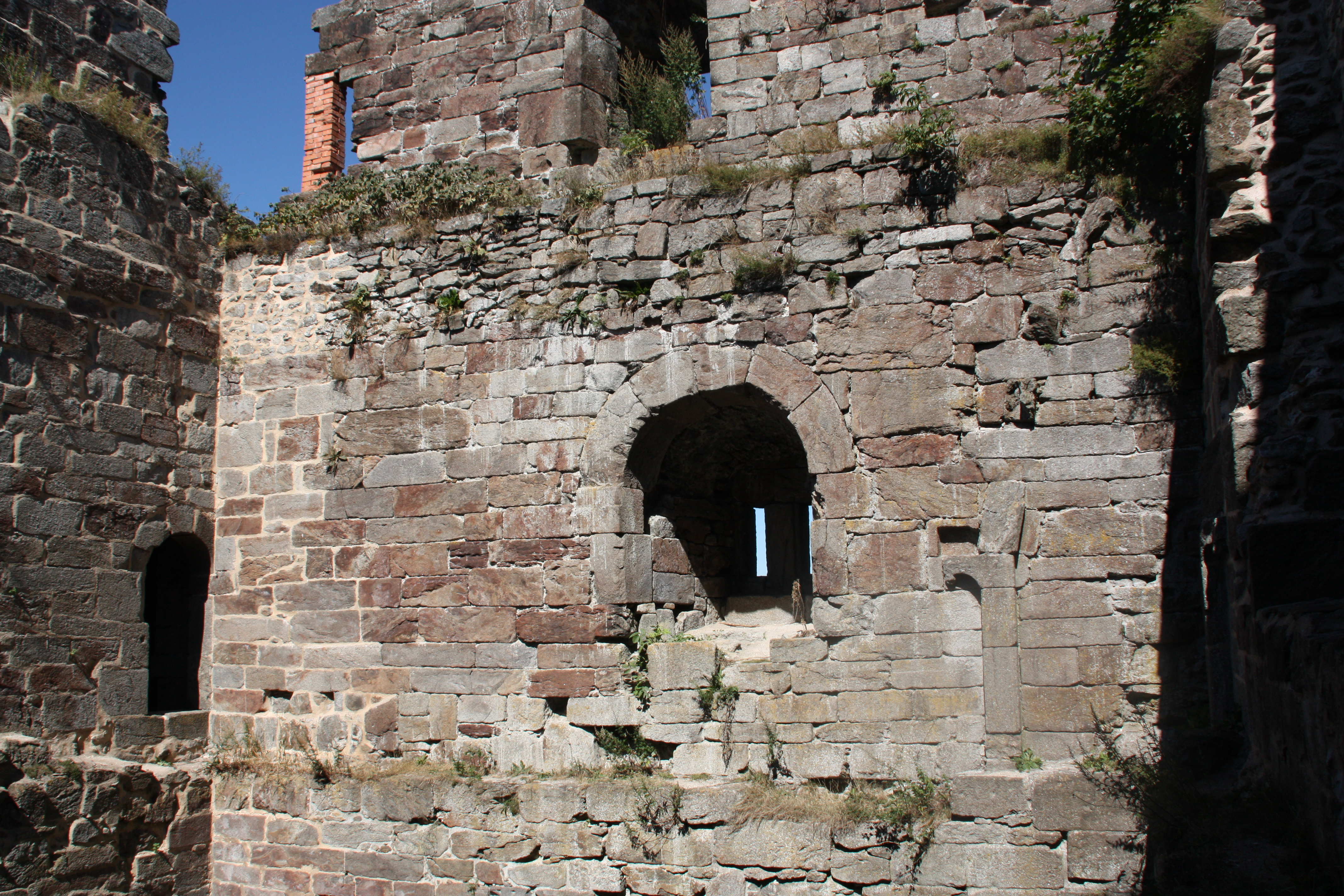
Nordwand im 1. Obergeschoss mit Durchgang zum Risalit, Fenster und Kaminrest

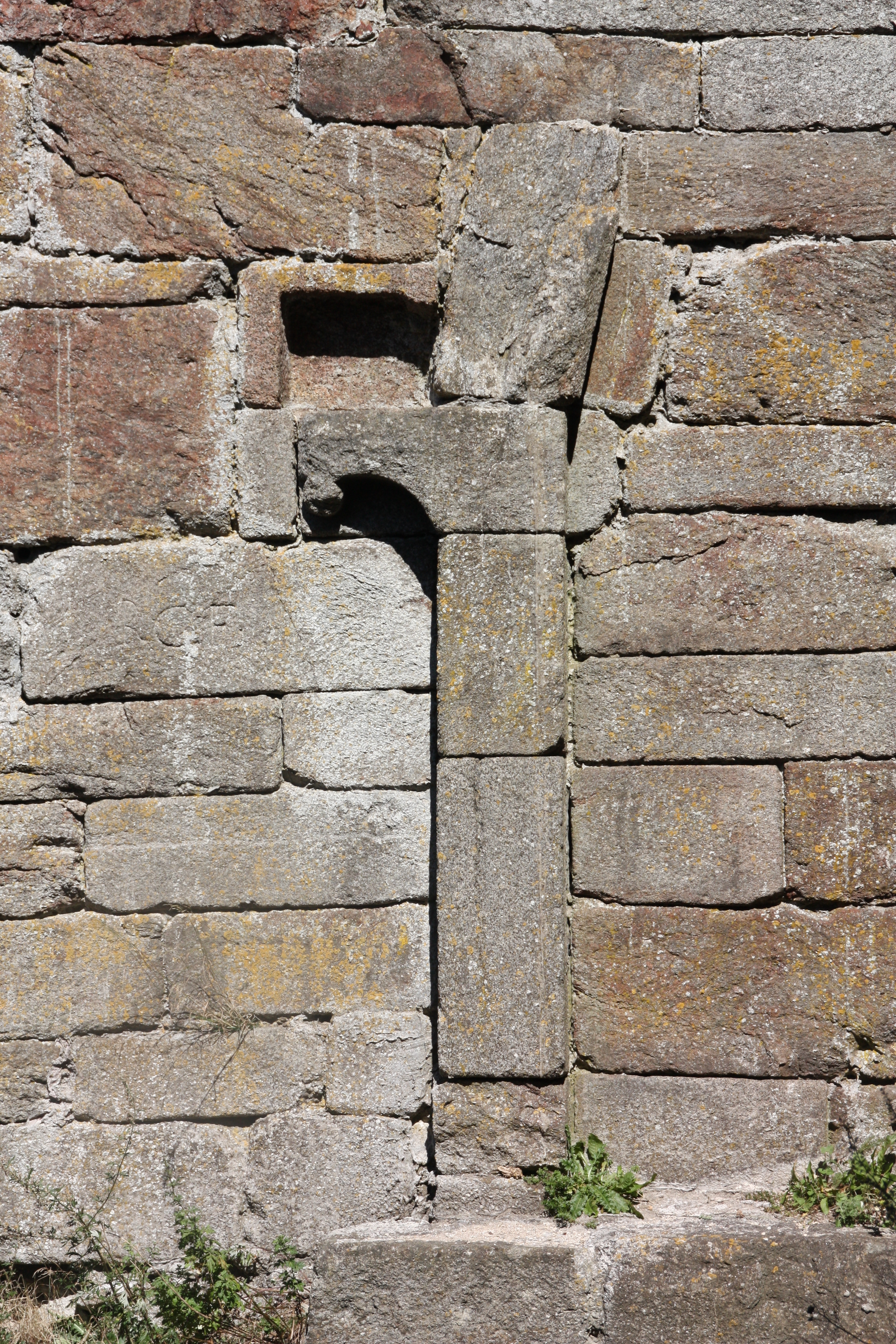
Wange des romanischen Kamins

Der bedeutende böhmische Chronist Cosmas von Prag erwähnte in seiner Chronica Boemorum für das Jahr 1121, dass „einige Deutsche innerhalb der Grenzen Böhmens im Wald, durch den man zum Dorf Bela gelangt, auf einem steilen Felsen eine Burg gebaut“ hätten. Cosmas nennt jedoch keinen Namen und gibt lediglich an, dass diese Burg am Weg nach Bělá lag, das wiederum zumeist mit dem heutigen Bělá nad Radbuzou (deutsch Weißensulz) gleichgesetzt wird. Als der böhmische Herzog Vladislav I. davon erfuhr, zog er gegen diese Burg und eroberte sie. Er wollte die Eindringlinge hart bestrafen, doch setzte sich Graf Albrecht, der höchstwahrscheinlich dem ostbayerischen Adelsgeschlecht von Bogen angehörte, für sie ein. Häufig wird davon ausgegangen, dass Diepold III. von Vohburg (fälschlich oft Diepold II.), Markgraf des bayerischen Nordgaus, hinter der Burggründung stand, ohne dass es dafür Belege gäbe.
Bereits der tschechische Historiker und Politiker František Palacký setzte in seiner ab 1836 auf Deutsch und ab 1848 auf Tschechisch erschienenen Geschichte von Böhmen diese Burg mit Přimda gleich. „Ohne jeden Zweifel“ sah auch der tschechische Burgenforscher August Sedláček in der Erwähnung bei Cosmas die erste Nennung von Přimda. Ihm folgte wiederum Dobroslava Menclová. Diese Ansicht setzte sich daraufhin weitestgehend durch und wird auch von heutigen Burgenforschern, insbesondere Tomáš Durdík, vertreten. 2008 meldete jedoch der Bauforscher und Denkmalpfleger Vladislav Razím Zweifel an dieser Gleichsetzung an und berief sich dabei auf ältere Stimmen, die allerdings bislang größtenteils ungehört geblieben seien. Er wies erneut darauf hin, dass keine Belege für die Identifizierung der in der Cosmas-Chronik genannten Burg mit der romanischen Anlage vorliegen und diese besser südwestlich auf dem Plattenberg (Velký Zvon) zu suchen sei, für den im 17. Jahrhundert der Name Turmberg belegt ist. Dort finden sich allerdings keine Überreste einer Befestigung. Die erste sichere Nennung der Burg Přimda erfolgte nur wenige Jahre später. Zum Jahr 1126 erwähnt der so genannte Vyšehrader Kanoniker in seiner Fortsetzung der Cosmas-Chronik, dass zu dieser Zeit die Befestigungen Přimda, Görlitz und Tachov wiedererrichtet wurden.
Diese Bauaktivitäten waren Teil eines großangelegten Befestigungsprogramms an den Grenzen Böhmens. Dies wurde von dem mittlerweile zum Nachfolger seines 1125 verstorbenen Bruders Vladislav bestimmten Herzog Soběslav I. vorangetrieben, der als Heerführer weithin berühmt war. Im selben Zusammenhang wurde 1129 auch das zu Böhmen gehörende Glatz (tschechisch Kladsko) genannt, dessen Burg die Grenze gegenüber Polen sichern sollte. Bereits 1126 hatte Soběslav I. ein Heer des deutschen Königs Lothar III. von Süpplingenburg in der Schlacht bei Chlumec besiegt und den König gefangen genommen. Für dessen Freilassung ließ sich Soběslav von Lothar mit Böhmen belehnen. Obwohl bei Cosmas ausdrücklich von einem Umbau die Rede ist, möchte Vladislav Razím Herzog Soběslav I. als Bauherr des steinernen Turms der Burg Přimda ansehen, da die archäologischen Ausgrabungen keinerlei Hinweise auf eine Vorgängerbebauung erbrachten. Er zieht Vergleiche zu den nach 1235 errichteten beiden Türmen des Haupttors der Prager Burg. Die Bauzeit der Burg könnte sich nach Razím jedoch noch bis in die Regierungszeit des 1140 zum Herzog berufenen und 1158 zum ersten böhmischen König gekrönten Vladislav II. hingezogen haben.
Ins Reich der Legenden gehört dagegen die auch noch heute bisweilen kolportierte Angabe (so zum Beispiel auf den Informationsschildern auf der Burg), wonach bereits im Jahr 925 eine später wieder verlassene Burg an dieser Stelle gegründet worden sei. Wie wirksam solche ungeprüft aus älteren Chroniken übernommenen Geschichten jedoch sein können, zeigt die 1925 begangene 1000-Jahr Feier in Přimda, die etwa 20.000 Besucher anlockte und zu einer weiten Verbreitung des angeblichen Gründungsjahres sorgte.

### Grenzburg und Gefängnis im 12. und 13. Jahrhundert
Für das Jahr 1150 wird in den Annalen von Vincentius, dem Kaplan des Prager Bischofs Daniel I., ausdrücklich ein unteres Gefängnis im Turm genannt. Přimda gehört damit zu den ersten sicher belegten Burgen mit Nutzung als Gefängnis. Dem bekanntesten Insassen, dem späteren böhmischen Herzog Soběslav II., gelang nach zwei Jahren die Flucht an den Hof des schwäbischen Herzogs Friedrich Barbarossa. Einige Freunde von ihm hatten zuvor in der Nacht den Kastellan der Burg getötet. Nach seiner Rückkehr 1161 nach Böhmen wurde Soběslav II. jedoch erneut gefangen gesetzt und bis 1173 wiederum auf der Burg Přimda in Arrest genommen, bis er auf Geheiß des nunmehr zum Kaiser gekrönten Friedrich I. entlassen werden musste.
Im 13. Jahrhundert gehörte die Burg auf Grund ihrer Lage an der Landesgrenze und in der Nähe eines wichtigen Handelsweges von Prag über Pilsen (deutsch: Pilsen) nach Nürnberg weiterhin zu den bedeutendsten Königsburgen und der Kastellan von Přimda zu den wichtigsten Amtsträgern unter der Herrschaft der Přemysliden. 1233, 1238 und 1257 wird jeweils ein Burggraf genannt.

### Spätes Mittelalter und Frühe Neuzeit
Auf Grund ihrer Lage an der Grenze zu Bayern behielt die Burg auch nach dem Aussterben der Přemysliden ihre Bedeutung. Allerdings verpfändete der in finanzielle Schwierigkeiten geratene Johann von Böhmen die Burg noch vor 1318 an seinen Kämmerer und Marschall Wilhelm Hase von Waldeck und nach dessen Tod zwei Jahre später an dessen Neffen. Kurz nach 1320 erwarb der König die Burg zurück, um sie nun an seinen Vertrauten, den Richter der Prager Altstadt, Jakub Frenclín, auszugeben. Unter ihm wurde die Burg ausgebaut. Aus einer Schriftquelle aus dem Jahr 1336 geht hervor, dass die Burg mit einer steinernen Mauer mit hölzernem Wehrgang umgeben war. Spannungen im Reich und die Feindschaft zwischen Ludwig dem Bayern und König Johann führten im selben Jahr zu dem erfolglosen Versuch, die wichtige Grenzburg zu erobern. Die Besatzung verteidigte die Burg, obwohl Burggraf Frenclín mit einer Hundertschaft Bewaffneter – angeblich 28 gepanzerte Reiter und 75 leichtbewaffnete Kämpfer – nach Österreich gezogen war, um seinen König im Kampf gegen Ludwig den Bayern zu unterstützen. Jedoch wurden die Vorburg und die Stadt verbrannt.
1344 kaufte Karl IV. die Burg wieder zurück. In der Maiestas Carolina, die er 1351 bis 1354 als Gesetzbuch für das Königreich Böhmen entwerfen ließ, wurde Přimda namentlich genannt. Wie auch der andere Besitz der Krone sollte die Burg künftig weder verkauft noch verpfändet werden. Allerdings überließ sie Karl IV. kurz darauf zweimal selbst als Pfand. Sein Sohn Wenzel IV. verpfändete sie erneut mehrfach an wichtige böhmische Adelsfamilien, so 1394 an Heinrich III. von Rosenberg, 1395 bis 1406 an Oldřich Zajíc von Hasenburg und 1406 bis 1418 an Boresch XIV. von Riesenburg. In dieser Zeit nisteten sich in der Burg Raubritter ein. Zu den berühmtesten gehörte der als Burggraf eingesetzte Tisto. Als sie auch königlichen Besitz nicht mehr schonten, führte Vinzenz von Wartenberg am 3. März 1416 im Auftrag des Königs einen Heerzug gegen sie an. Er belagerte die Burg, konnte diese aber nicht einnehmen. Allerdings nahm er in der Vorburg etwa 30 Verteidiger aus dem Gefolge der Herren von Riesenburg gefangen, die am 13. März in Prag hingerichtet wurden. Der Widerstand der Riesenburger hielt jedoch, bis sie bei einer zweiten derartigen Aktion 1418 geschlagen wurden und sich der Burggraf Tisto dem königlichen Belagerungsheer ergeben musste. Der Verlust von Přimda zwang Boresch von Riesenburg zum Friedensschluss mit dem König.
1419 erwarb Nikolaus I., der Arme, von Aujest und Lobkowitz Přimda und Most (deutsch Brüx) von Kaiser Sigismund unter der Bedingung, die Burg dem König stets zu öffnen. Er trat diesen Besitz aber bereits 1420 im Austausch gegen die Kronherrschaft Frauenberg (Schloss Hluboká nad Vltavou) wieder an den König ab. Dieser vergab sie an den Ritter Heinrich, genannt Zito von Gibian, und seinen Sohn Lvík von Gibian (z Jivjan), die sie während der Hussitenkriege im Besitz hielten. Während die Hussiten die Burg 1427 einnehmen konnten, gelang dies den Kalixtinern, einer Partei innerhalb der Hussitenbewegung, zwei Jahre später nicht noch einmal, da Heinrich eine starke Besatzung einberufen hatte. Dafür brannten die Angreifer am 16. Juni 1429 die kleine Stadt unter der Burg sowie zwei nahegelegene Dörfer nieder.

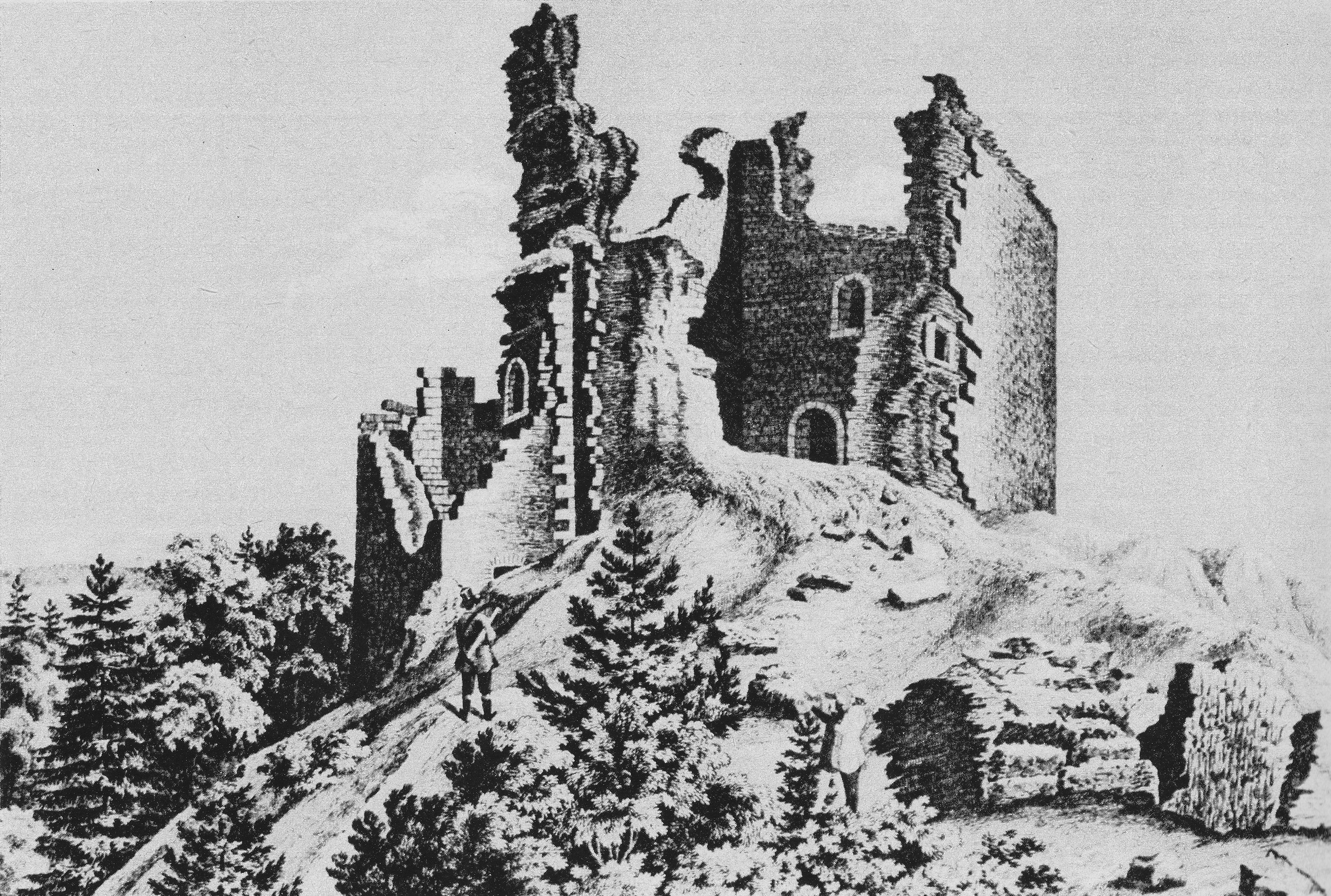
Ruine der Burg in der Mitte des 19. Jh. (Blick von Südwesten). Stich nach einer Zeichnung von Franz Alexander Heber aus dem Jahr 1848.

Unter der Herrschaft Georg von Podiebrads wurde die Burg 1454 als dauerhaftes Pfand an die Herren von Schwamberg vergeben. Sie versuchten mehrfach, Burg und Herrschaft käuflich zu erwerben, aber der Herrscher gab ihnen die Erlaubnis nicht. Ein Zweig der großen Adelsfamilie lebte bis 1592 in der Burg und ließ in dieser Zeit mehrere Um- und Ausbauten vornehmen.  Allerdings konnte die romanische Anlage den gestiegenen Ansprüchen nicht mehr genügen.
1592 kam die Burg für kurze Zeit wieder in den Besitz des böhmischen Königs. Bereits ein Jahr später erlaubte Kaiser Rudolf II., der Geld für den Krieg gegen die Türken benötigte, den Verkauf der Herrschaft Přimda. Da sich jedoch kein Käufer für die gesamte Herrschaft finden ließ, wurde der Besitz geteilt. Der Ausverkauf 1596 bedeutete das einstweilige Ende der Herrschaft und ihres Zentrums. Der Besitz gelangte überwiegend an Adelsfamilien in der Umgebung, aber auch an kleinere Käufer wie den Glasmeister Paul Schürer, der eine Glaserei und einen Wald bei Waldheim (Zahájí) erstand. Für die nach der Aufgabe der Wohnnutzung langsam verfallene Burg fand sich hingegen zunächst kein Käufer, woraufhin das Städtchen Přimda die Burg erwarb, um sich vorübergehend aus der Hörigkeit zu befreien. Bald darauf wechselten sich jedoch wieder Adlige im raschen Wechsel im Burgbesitz ab. 1675 kaufte Johann Wenzel von Kolowrat auf Nový Hrad (Jan Václav Novohradský z Kolowrat) die verbliebenen Reste der Herrschaft zusammen mit der Burg. Im Besitz der Familie blieb die Burg bis zu ihrer Enteignung durch die Nationalsozialisten. Nach dem Ende der kommunistischen Regierung wurde der Besitz restituiert.
1711 schlug der Blitz in den Turm ein und brachte die gesamte Südwestecke zum Einsturz.

### Restaurierungen und Ausgrabungen seit dem 19. Jahrhundert

Zustand am Ende des 19. Jh. (Blick von Südwesten)

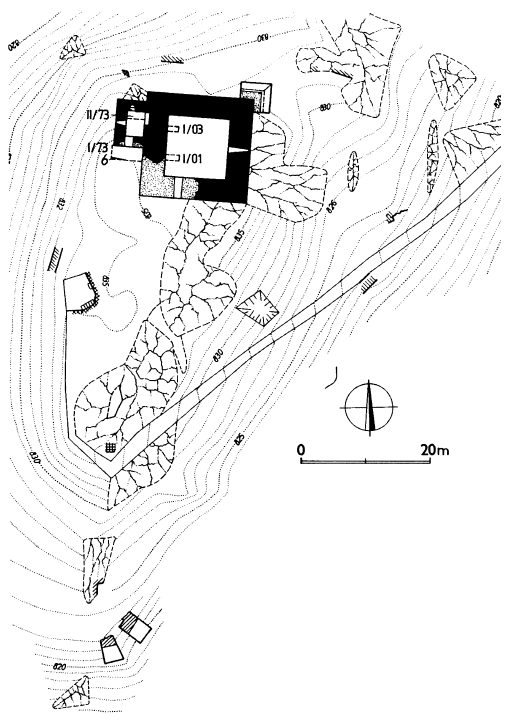
Gesamtplan der Burg mit den Grabungssondagen bis zum Jahr 2007 (nach Razím 2008, S. 40 Abb. 4)

Im Zuge der Romantik wurde die malerische Burgruine „wiederentdeckt“ und bereits in der Mitte des 19. Jahrhunderts erste Sicherungsmaßnahmen vorgenommen. Weitere umfassende Sicherungen und Restaurierungen folgten in den 1920er und in den 1960er und 70er Jahren. Dabei wurden auch mehrere Meter Schutt vom Äußeren und Inneren abgeräumt. Der zu unbekannter Zeit eingebrochene Durchgang ins Turminnere liegt seitdem etwa zwei Meter über der Erdoberfläche. Die letzte umfassende Sanierung erfuhr die Burg zu Beginn dieses Jahrhunderts.
Im Zuge der Restaurierungsarbeiten kam es mehrfach zu Bodeneingriffen, und es wurden bisweilen kleinere archäologische Ausgrabungen durchgeführt, so bereits 1879 oder 1880 auf Veranlassung von Graf Filip von Kolowrat und 1922/23. Die Erdarbeiten zur Vorbereitung der Zugangswege für die schweren Baumaschinen im Jahre 1968 und auch die großflächigen Ausgrabungen und Terrainumgestaltungen 1971 bei der Nord- und Ostmauer wurden jedoch nicht archäologisch begleitet. Erst 1973 konnte Tomáš Durdík zwei kleine Sondagen im Inneren und im Süden vor dem Risalit einbringen. 1985 führte Lenka Krušinová eine Ausgrabung mit Teilnehmern einer „škola v přírodě“ („Schule in der Natur“, in etwa vergleichbar mit einem Schullandheim) am südlichen Ende des Felsenkammes durch. Die jüngste archäologische Untersuchung erfolgte durch Petr Sokol und Tomáš Wizovský 2001 und 2002 im Zuge der aktuellen Sanierung. Dabei wurden an mehreren Stellen kleine Sondagen angelegt und von etwa 20 verschiedenen Stellen am Wohnturm und den übrigen Mauerresten Mörtelproben entnommen. Da sich der in der romanischen Bauphase verwendete Mörtel deutlich von dem des 16. und des 20. Jahrhunderts unterscheidet, konnten mehrere Mauerpartien am Turm und im Gelände, deren Alter umstritten war, grob zeitlich eingeordnet werden. Die Fragmente des ersten Tores, diejenigen der Umfassungsmauer am Zugangsweg zur Burg und die wenigen Mauerreste ganz im Süden der Burg gehören in die Frühe Neuzeit. Dagegen dürfte die westliche Burgmauer bereits in der Romanik bestanden haben.
Die kleinflächigen Sondagegrabungen, deren Ergebnisse bisher nur als Manuskript vorliegen oder in Vorberichten publiziert wurden, und großflächigen Störungen der archäologischen Substanz führten dazu, dass die Aussagemöglichkeiten der Archäologie im Vergleich zur Bauforschung bislang eher begrenzt sind.

## Baubeschreibung

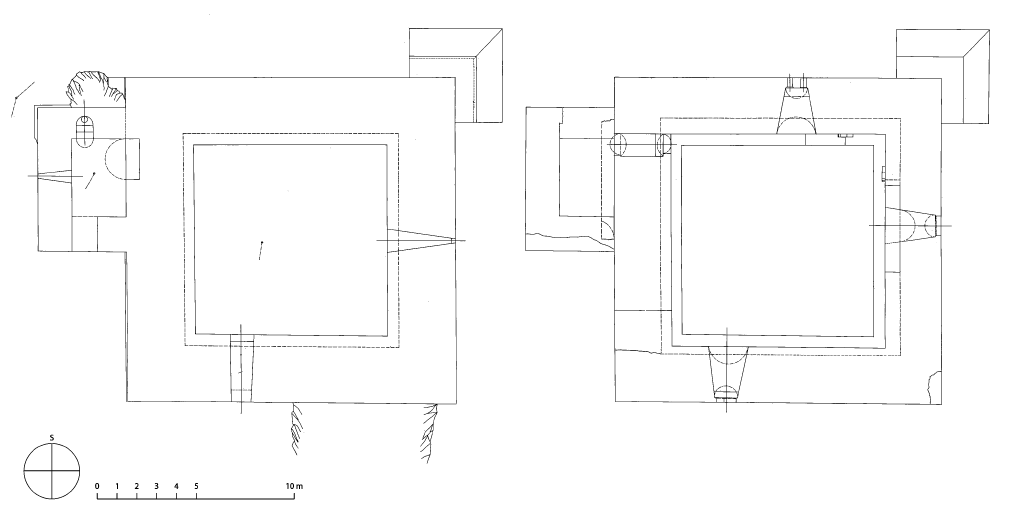
Grundriss des Erdgeschosses und des ersten Geschosses des Wohnturms (nach Razím 2008, S. 43 Abb. 10)

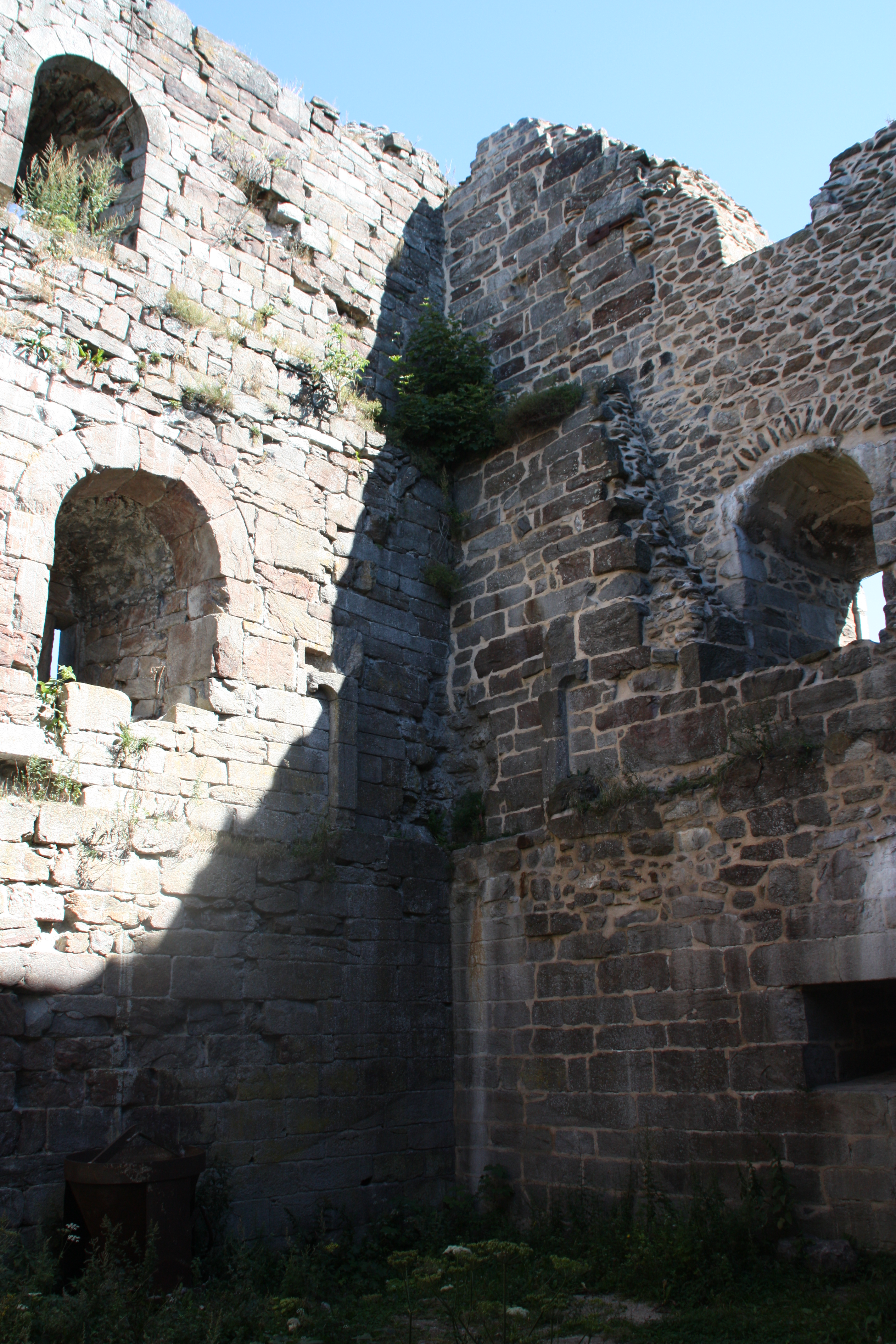
Nordostecke mit Fenstern und Kaminrest

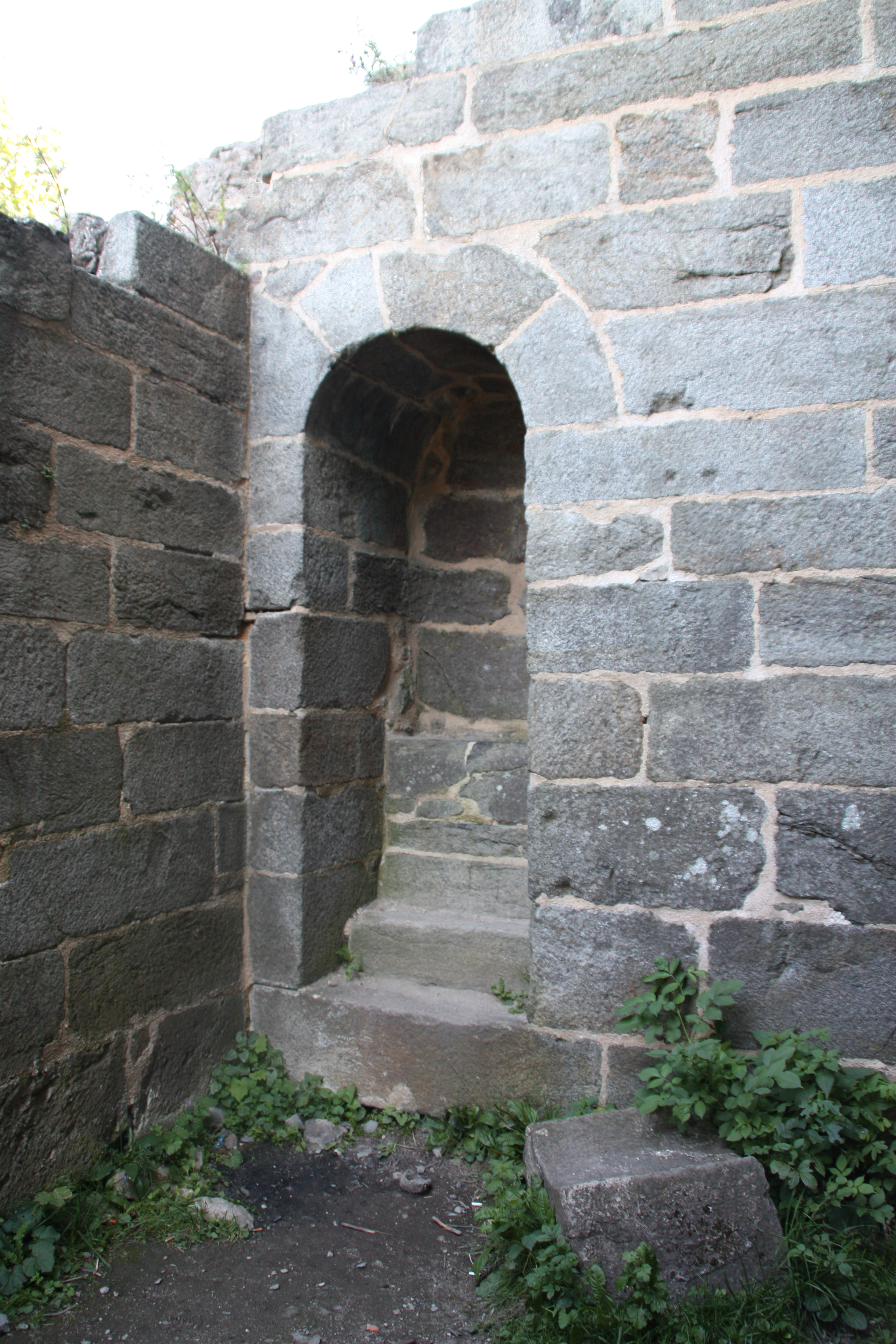
Abortanlage in der Nordwand des Risalits

Der am besten erhaltene Teil der Burg ist ein nahezu quadratischer Wohnturm mit etwa 17 Meter Kantenlänge. Im Westen ist dem Turm ein Risalit angefügt. Das Baumaterial besteht aus lagerhaft vermauerten Quadern aus Granit. Der Turm weist heute drei Geschosse auf, seine ursprüngliche Höhe und die Form seines Dachabschlusses sind jedoch nicht bekannt. Die nicht erhaltenen Balkendecken saßen auf den deutlich erkennbaren Mauerrücksprüngen auf. Die Geschosse waren wohl ursprünglich durch Holztreppen oder nicht erhaltene Treppen innerhalb der Mauern miteinander verbunden. Das Erdgeschoss besaß lediglich ein kleines Fenster zur Beleuchtung und keinen ebenerdigen Eingang.
Das erste Geschoss diente als Hauptwohnraum. Hiervon zeugen die Fenster in der Nord- und Ostwand und die Reste eines Kamins in der Nordostecke. Der Zugang erfolgte möglicherweise in etwa an der Stelle des heutigen Eingangs. Die gesamte Südwestecke war jedoch eingestürzt und wurde erst während der Restaurierungen im 20. Jahrhundert neu aufgemauert, sodass hierzu keine Aussagen mehr möglich sind. In der Nordwestecke führt ein schmaler Gang in den Risalit. Wahrscheinlich diente der tonnengewölbte Raum in dessen Obergeschoss als vorgelagerter Eingang in das Hauptwohngeschoss. Eine von Süden her heraufführende Treppe ist anzunehmen, kann aber nicht belegt werden. Von dem Gang geht ein kleiner Raum nach Norden ab, der zumeist als Rest einer in der Mauer verlaufenden Treppe gedeutet wurde. Vladislav Razím, Bauforscher beim tschechischen Nationalen Institut für Denkmalpflege, erkannte hierin jedoch jüngst eine Abortanlage für das Hauptwohngeschoss.
Ein weiterer aufwändig gestalteter Abort befindet sich im Erdgeschoss des Risalits. Der enge, hohe und flachgedeckte Raum weist außerdem eine originale breite Nische mit erhöhter Brüstung in der Ostwand auf. Er besaß nachweislich keinen Zugang von außen und konnte daher nur vom Obergeschoss aus mit Hilfe von Leitern oder einer Holztreppe erreicht werden. All dies führte Vladislav Razím zu der Überlegung, im Erdgeschoss des Risalits das in den Schriftquellen ab 1150 mehrfach genannte Gefängnis für Angehörige der Königsfamilie und andere hochrangige Adlige zu suchen. Bisher wurde der Raum lediglich als schwer zugänglicher Nebenraum für die Wohnnutzung im Turm angesprochen.
Weitere Bauten wurden auf dem nach Süden ziehenden Felskamm und der kleinen ebenen Fläche im Südwesten errichtet. Von ihnen sind jedoch nur noch wenige Mauerreste erhalten.

## Stellung innerhalb der Burgenarchitektur Europas

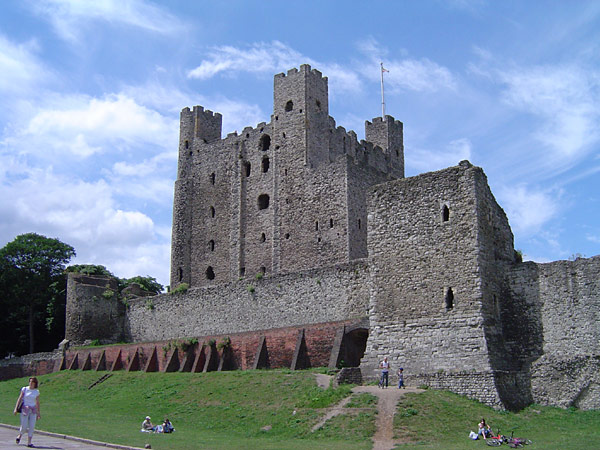
Der Keep von Rochester Castle

Die 1126 errichtete Burg Přimda ist nicht nur eine der ältesten steinernen Burgen in Böhmen, sondern nimmt auch innerhalb Europas eine besondere Stellung ein. Der bislang einzige vergleichbare Bau in Böhmen ist das bereits erwähnte Haupttor der Prager Burg. Bei den übrigen přemyslidischen Burganlagen aus dem 12. Jahrhundert wie etwa in Žatec, Olomouc, Hradec Králové oder Mělník liegen aufgrund der jüngeren Überprägungen kaum Erkenntnisse zur romanischen Baugestalt vor. Lediglich die vermutlich ebenfalls um 1125 von Diepold III. von Vohburg gegründete Burg Eger (tschechisch Chebský hrad), das Zentrum des zu dieser Zeit nicht zum Fürstentum Böhmen, sondern zum bayerischen Nordgau gehörenden Egerlandes, ist dank archäologischer Untersuchungen besser bekannt. Hier sind die Reste zweier achteckiger Türme mit einem Durchmesser von acht und zehn Metern und eine fast zwei Meter breite Steinmauer freigelegt worden. Wie die mit Eger gut vergleichbare Neuenburg bei Freyburg an der Unstrut aus der Zeit ab etwa 1090 zeigt, dürften die nicht erhaltenen Wohnbauten in Eger an anderer Stelle gestanden haben.
Allerdings können noch mehrere ähnliche Wohntürme der Zeit um 1100 und der ersten Hälfte des 12. Jahrhunderts im Gebiet des heutigen Deutschland an die Seite der Burg Přimda gestellt werden, so zum Beispiel auf der Burg Flossenbürg. Wenn auch wesentlich kleiner, so bestehen doch unzweifelhaft Beziehungen zu den französischen Donjons und englischen Keeps.
Eine engere Analogie für die Baulösung mit dem vorgelagerten Risalit als Zugang ist jedoch bislang nicht bekannt. Vladislav Razím verwies in diesem Zusammenhang auf den um 1127 von dem Erzbischof von Canterbury William de Corbeil erbauten Keep von Rochester Castle. Dem Keep ist ein kleinerer Anbau mit einem Eingang im ersten Obergeschoss angefügt, das vom umliegenden Gelände über eine verteidigungsfähige Treppe aus erreichbar war. Von diesem Obergeschoss aus wurde der Hauptturm mit seinen aufwändig gestalteten Innenräumen erschlossen. Auch für das untere Geschoss des Anbaus von Rochester Castle, das mit einem eigenen Abort ausgestattet ist und über eine schmale Treppe erreichbar war, wurde bisweilen eine Nutzung als standesgemäßes Gefängnis angenommen.